# 阿布拉 (亞利桑那州)
阿布拉（英語：Abra）是位於美國亞利桑那州亞瓦派縣的一個非建制地區。該地的面積和人口皆未知。

## 地理
阿布拉的座標為34°54′07″N 112°26′49″W / 34.90194°N 112.44694°W，而該地的平均海拔高度為1384米（即4541英尺）。